# Igor Santos Koppe
Igor Santos Koppe, född 31 mars 1992, är en brasiliansk fotbollsspelare.

## Karriär
I augusti 2013 värvades Santos Koppe av Syrianska FC, där han skrev på ett kontrakt säsongen ut och därefter option på ytterligare två år. I november 2013 utnyttjades optionen och kontraktet förlängdes med två år. Inför säsongen 2016 lämnade han klubben.
I augusti 2016 återvände Santos Koppe till Syrianska FC. Efter säsongen meddelade Syrianska att han återigen lämnat klubben. I mars 2018 meddelade Syrianska att Santos Koppe återvände till klubben för en tredje sejour. Han spelade dock ingen match för klubben under säsongen 2018.